# Liste der Bodendenkmäler in Hohenlinden
Auf dieser Seite sind die Bodendenkmäler in der oberbayerischen Gemeinde Hohenlinden zusammengestellt. Diese Tabelle ist eine Teilliste der Liste der Bodendenkmäler in Bayern. Grundlage ist die Bayerische Denkmalliste, die auf Basis des Bayerischen Denkmalschutzgesetzes vom 1. Oktober 1973 erstmals erstellt wurde und seither durch das Bayerische Landesamt für Denkmalpflege geführt wird. Die folgenden Angaben ersetzen nicht die rechtsverbindliche Auskunft der Denkmalschutzbehörde.

## Bodendenkmäler in Hohenlinden
| Lage       | Objekt | Akten-Nr.     | Bild |
| ---------- | --- | ------------- | ---- |
| (Standort) | Grabhügel vorgeschichtlicher Zeitstellung. | D-1-7837-0034 |      |
| (Standort) | Vogelherd des späten Mittelalters oder der frühen Neuzeit.                                                                                                  | D-1-7837-0035 |      |
| (Standort) | Grabhügel vorgeschichtlicher Zeitstellung. | D-1-7837-0053 |      |
| (Standort) | Verebnete Grabhügel vorgeschichtlicher Zeitstellung. | D-1-7837-0075 |      |
| (Standort) | Verebnete Grabhügel mit Bestattungen der Hallstattzeit. | D-1-7837-0087 |      |
| (Standort) | Verebnete Grabhügel vorgeschichtlicher Zeitstellung. | D-1-7837-0088 |      |
| (Standort) | Verebnete Grabhügel sowie Siedlung vorgeschichtlicher Zeitstellung.                                                                                         | D-1-7837-0089 |      |
| (Standort) | Verebnete Grabhügel und mehrfach gestaffeltes Grabenwerk vor- und frühgeschichtlicher Zeitstellung.                                                         | D-1-7837-0093 |      |
| (Standort) | Untertägige spätmittelalterliche und frühneuzeitliche Befunde im Bereich der Kath. Filialkirche Mariä Heimsuchung in Hohenlinden.                           | D-1-7837-0176 |      |
| (Standort) | Siedlung vorgeschichtlicher Zeitstellung. | D-1-7837-0196 |      |
| (Standort) | Straße der römischen Kaiserzeit (Teilstrecke der Trasse Augsburg–Wels) mit begleitenden Materialentnahmegruben.                                             | D-1-7838-0011 |      |
| (Standort) | Verebnete Grabhügel vorgeschichtlicher Zeitstellung. | D-1-7838-0018 |      |
| (Standort) | Verebnete Grabhügel vorgeschichtlicher Zeitstellung. | D-1-7838-0023 |      |
| (Standort) | Verebnete Grabhügel vorgeschichtlicher Zeitstellung. | D-1-7838-0025 |      |
| (Standort) | Siedlung vor- und frühgeschichtlicher Zeitstellung. | D-1-7838-0026 |      |
| (Standort) | Siedlung vor- und frühgeschichtlicher Zeitstellung sowie Hofwüstung des späten Mittelalters und der frühen Neuzeit (Altstockach).                           | D-1-7838-0031 |      |
| (Standort) | Bestattungsplatz mit Kreisgraben vorgeschichtlicher Zeitstellung.                                                                                           | D-1-7838-0033 |      |
| (Standort) | Untertägige mittelalterliche und frühneuzeitliche Befunde im Bereich der Kath. Filialkirche St. Johannes Evangelist in Kronacker und ihrer Vorgängerbauten. | D-1-7838-0201 |      |
| (Standort) | Grabhügel vorgeschichtlicher Zeitstellung. | D-1-7838-0205 |      |